# Dơi quạ đen
Dơi quạ đen (danh pháp hai phần: Pteropus alecto) là một loài dơi thuộc Chi Dơi quạ, Họ Dơi quạ. Loài này được Temminck mô tả năm 1837.
Những tiêu bản con non của loài này từ đảo Moa ở eo biển Torres đã được mô tả là một loài riêng, Pteropus banakrisi. Loài được đề xuất này có tên là dơi quạ Torresia hay dơi quạ đảo Moa.
Dơi quạ Torresia, một phân loài của Pteropus alecto, trước đây được xem là một loài riêng với danh pháp Pteropus banakrisi.